# Philippe Delerm

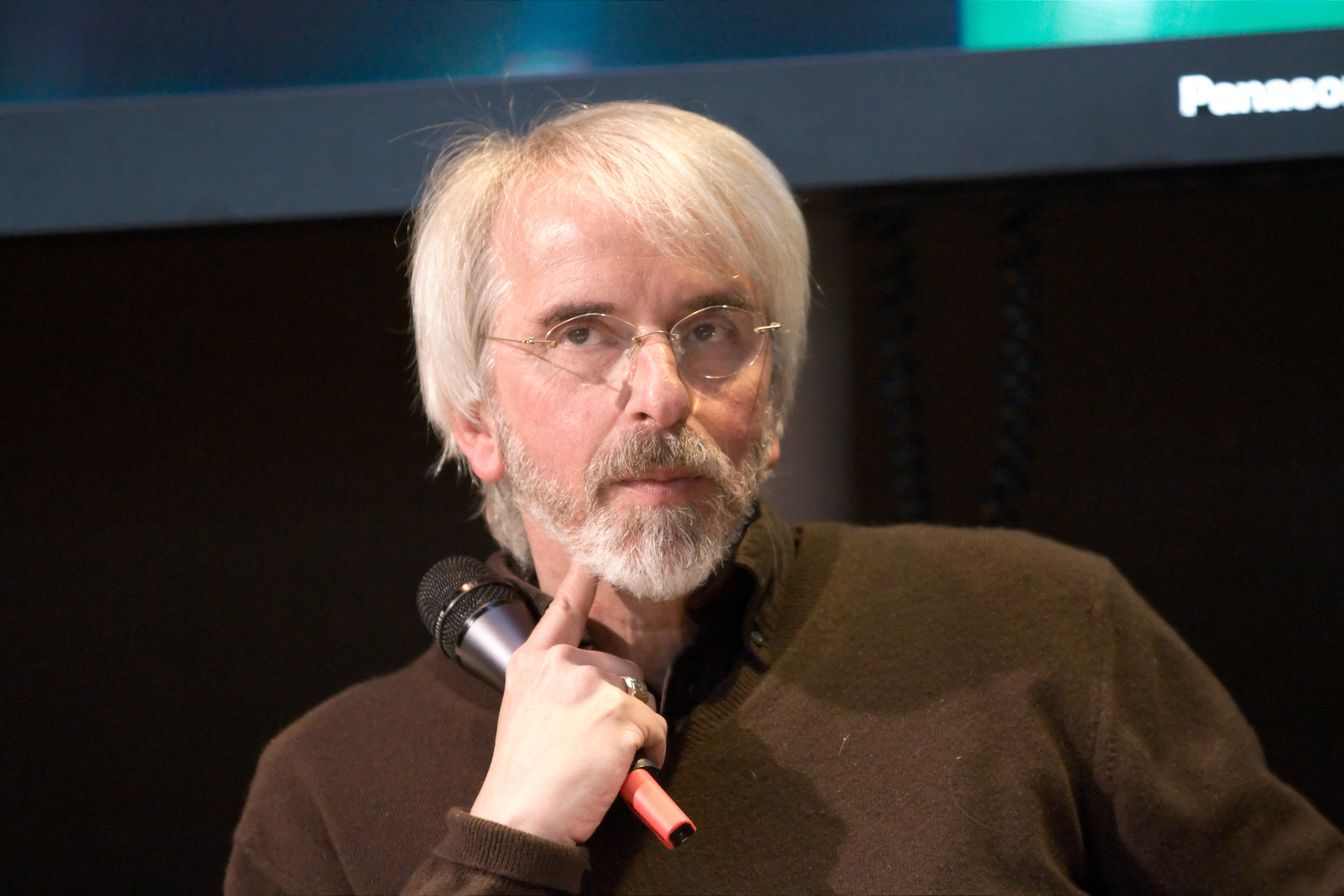
Philippe Delerm

Philippe Delerm (* 27. November 1950 in Auvers-sur-Oise) ist ein französischer Schriftsteller, ehemaliger Französischlehrer am Collège Marie Curie in Bernay und Vater des Sängers Vincent Delerm.
Nach seinem Studium der Romanistik arbeitete er als Lehrer in der Normandie. Delerm ist einer der meistgelesenen französischen Autoren. „Ein Croissant am Morgen“ (deutsche Übersetzung 1998) war mit fast 1 Million verkauften Büchern sehr erfolgreich, stand über 100 Wochen auf der Bestsellerliste und hat sich auch in Deutschland fast 50.000 Mal verkauft.
Philippe Delerm lebt mit seiner Familie in Beaumont-le-Roger in der Normandie.

## Ehrungen
- 1997: Preis der Buchhändler (Frankreich) für "Sundborn ou les jours de lumière".

## Werke (Auswahl)
Belletristik
- Arnold hat keine Eile. Liebeserklärung an Paris. Roman. („Il Avait plu tout le dimanche“). Fretz & Wasmuth, München 1999, ISBN 3-502-11929-5.
- Ein unvergleichlicher Sommer. Roman. („Un été pour memoire“). Goldmann, München 2001, ISBN 3-442-44911-1.
- Sundborn oder die Tage des Lichts. Roman. Übers. Hinrich Schmidt-Henkel. Scherz, Bern 2001, ISBN 978-3-502-11938-8 (2003: Goldmann TB).
- "Vorsicht, der Teller ist heiß!" Phrasen für alle Lebenslagen. ("Je vais passer pour un vieux con et autres petites phrases qui en disent long.") Übers. Sonja Finck. Persona Verlag, Mannheim 2013, ISBN 978-3-924652-39-5
  - Auszüge in: Blau, weiß, rot. Frankreich erzählt. Übers. Sonja Finck. Hg. Olga Mannheimer. dtv, München 2017, ISBN 978-3-423-26152-4 S. 190f.[1]

Sachbücher
- La cinquième saison. Gallimard, Paris 1983, ISBN 2-07-042182-1
- Ein Croissant am Morgen. Das kleine große Buch der Lebenskunst („La Première gorgée de bière et autres plaisirs minuscules“). Goldmann, München 2000, ISBN 3-442-44600-7
- L'Envol. Magnard, Paris 2001, ISBN 2-210-75415-1
- Les Chemins nous inventent. Stock, Paris 2001, ISBN 2-253-14584-X
- Fairplay. Ueberreuter, Wien 2002,  ISBN 978-3-8000-2856-6
- In jeder Bewegung ist Glück („La Sieste assassinée“). Scherz Verlag, Frankfurt 2004, ISBN 3-502-11140-5
- Quiproquo. Édition Serpent à Plumes, Monaco 2005, ISBN 2-7538-0009-X
- Enregistrements pirates. Neuaufl. Gallimard, Paris 2006, ISBN 978-2-07-033929-7
- C'est bien. Reclam, Stuttgart 2007, ISBN 978-3-15-019722-6 (Reclams Fremdsprachentexte)

## Notizen
1. ↑  Wir streiken; Begegnung in der Métro. (Aus Les Eaux Troubles du Mojito)

| Personendaten    | Personendaten                |
| ---------------- | ---------------------------- |
| NAME             | Delerm, Philippe             |
| KURZBESCHREIBUNG | französischer Schriftsteller |
| GEBURTSDATUM     | 27. November 1950            |
| GEBURTSORT       | Auvers-sur-Oise              |